# Квант
Квант (мн.ч. кванти) във физиката е минималната стойност на промяната на някоя физическа величина. Свързана е с фундаменталната идея, че една физична величина може да бъде „квантувана“., т.е. че тя може да има само точно определени числови стойности, поне в определена област. На български, за такава величина по-често се казва не „квантувана“, а „с дискретни стойности“. Например фотонът е елементарната единица за различните форми на електромагнитно излъчване и в случая на светлина се нарича „светлинен квант“. Енергията на електрона, когато е в свързано състояние в атома, е също дискретна и това обяснява стабилността на атомите и материята изобщо.
В словосъчетания, като „квантова механика“, „квантова оптика“ и подобни, прилагателното „квантов“ показва, че това са специализирани раздели на тези науки, отчитащи квантовите ефекти.

## Етимология и откриване
Думата квант идва от латински език, „quantum“ и означава „колко“, „какво количество“. Думата е добре известна в общ контекст преди 1900 г. и често се използва от лекари, като например в съчетанието quantum satis (толкова, колкото е необходимо). Херман фон Хелмхолц и Юлиус фон Майер са едновременно лекари и физици и Хелмхолц използва думата в своя статия върху работата на Майер, който я употребява във връзка с формулирането на първи принцип на термодинамиката в свое писмо от 1841 г. За първи път терминът „кванти електричество“ (т.е. електрони) е използван от Филип Ленард в статия върху фотоелектричния ефект от 1902 г., но той самият препраща към Хелмхолц, който използвал думата в контекст, свързан с електричеството.
Макс Планк използва думата първоначално в контекста на електричество, вещество и газове и топлина.. По-късно той се опитва да обясни промяната на цвета (спектъра) на излъчване на абсолютно черно тяло и достига до формулирането на Закон на Планк. Когато докладва теорията си пред Германското дружество на физиците, Планк развива математическата идея за „квантуване“ на енергията, или съществуване на елементарно количество („порция“) енергия, наречено квант, чрез формулата:
{\displaystyle \ E=h\nu },
където Е е енергията, {\displaystyle \ \nu } – честотата, а {\displaystyle \ h} е константа, наречена константа на Планк. По тази формула, излъчената енергия може да бъде само с дискретни (определени, целочислено) кратни на h стойности.
Планк обаче дълго време възприема собствената си идея само като чисто математически подход, който няма съответствие в обективната действителност. За него това е само удобен начин да се опише физичната реалност. Едва през 1905 година е публикувана една друга много известна статия, използваща и обобщаваща идеята на Планк, с автор Алберт Айнщайн. В нея Айнщайн допуска, че енергията не само се излъчва и поглъща на „порции“ т.е. на кванти, но и се разпространява чрез „Lichtquanta“.. В същата статия чрез тези идеи той обяснява явлението външен фотоефект.
През 1913 година Нилс Бор използва идеята, за да обясни факта, че електронът в атома не излъчва, освен ако не му се въздейства отвън. Бор въвежда т. нар. „стационарни орбити“ на електрона, чрез процедурата на квантуване на енергията им. Така се обяснява и стабилността на атомното ядро и на материята като цяло. Това е така наречената стара квантова механика. Още тогава са очевидни съществените различия между класическата механика и квантовата механика.
В основата си идеята за квантуването всъщност е много стара и идва от древността. Например питагорейците разглеждат като главна идея, че в основата на всичко стоят числата. Друг източник е философията на атомизма. Тя може да бъде обобщена накратко с твърдението, че всичко в света се състои от най-малки крайни неделими същности, наречени атоми.
През 1924 година Луи дьо Бройл предполага, че не само енергията може да има вълни и да бъде квантувана, но също и материята, в смисъл, че електроните също се управляват в движението си от вълни, които се квантуват. Т. е. открива се по-дълбоко единство в природата.
През 1926 година Вернер Хайзенберг и Ервин Шрьодингер, по различни пътища, стигат до математически коректната формулировка и разбиране на това, което днес се нарича нова квантова механика. Тя има много практически приложения.
Обаче нейната философска интерпретация е предмет на горещи спорове повече от 80 години.
Исторически, най-фундаменталният спор е между Айнщайн и Бор.